# Style of Eye
 (octobre 2014).
Style Of Eye, nom de scène de Linus Eklöw, est un DJ suédois, producteur, et auteur-compositeur.
Il a travaillé avec Usher, Kylie Minogue, Lily Allen, Zedd, Miike Snow, Swedish House Mafia, Slagsmalsklubben, Tom Staar, Larz Allertz, Soso, et beaucoup d'autres à travers des collaborations et/ou des remixes. Son single début 2013 Taken Over, avec Rebecca & Fiona, a atteint la 33e place dans les charts suédois. En 2013, Linus fit équipe avec Christian Karlsson de Miike Snow pour former le super duo Galantis. Les deux travaillent actuellement sur un album studio. Le 23 avril 2014, Linus a été décerné à la 31e édition annuelle des Pop Music Awards à l'ASCAP pour le titre d'Icona Pop, I love it avec en featuring Charli XCX dont il a co-écrit et produit aux côtés de Patrik Berger.
Son deuxième album, Footprints, est sorti le 7 octobre 2014 sur Ultra Records. Parus le 18 avril 2014, le single Kids devient disque de platine en Suède.

## Biographie

### Débuts de vie et de carrière
Linus Eklöw a grandi à Stockholm, en Suède. Ses premières influences musicales inclurent un éventail de styles: de Stevie Wonder, du compositeur classique Edvard Grieg, de la soul, et jazz; aux musiciens électroniques Yello et Kraftwerk; aux producteurs de drum and bass DJ Hype, DJ Zinc, Photek, et Roni Size. Linus commença à expérimenter la production dès 14 ans, en créant des chansons « au downtempo étrange et au trip hop », ainsi que du drum and bass à ses discothèques scolaires. « Je suis toujours à la recherche des points de connexion de ma propre histoire », explique Linus.

### Les années 2000
Eklöw commença sa carrière musicale House en 2003, quand il sortit des pistes sous le label de Derrick Carter, Classic. Pendant ces premières années, Linus fit de la Chicago Jackin' de la house avec « un raffinement suédois et un style de haute énergie », et qu'il réalisa à de différents spectacles de métro à Chicago.
En 2007, John Dahlbäck signa le single de Linus H-Bomb sur son label Pickadoll, ce fut le début d'une série de singles[source secondaire souhaitée]. En 2008, il sortit sous Style of Eye "Duck, Cover & Hold", en plus de son premier single: Girls. L'album contint 13 titres. 

### de 2010 à Maintenant
« Je suis toujours sur la pente ascendante avec un besoin de faire bouger les choses », explique Linus. Des titres comme Puss Puss, We are Boys et Sexx sous Refune Records, Wet/Dry EP sous une marque française Sound Pellegrino conduit Skrillex à lui demander de créer le titre Devastate pour la compilation Free Treats Vol. II sous le label de Skrillex OWSLA. En outre, le titre Homeless de Linus aux côtés de Slagsmålsklubben pour A'Trak's Fool's Gold fut suivi cette année avec son premier Ep sous le label, Ray Dee Oh.
Linus fut aussi derrière la scène, en écrivant et produisant des titres pour des artistes tels qu'Icona Pop (Linus a co-écrit I Love It ainsi que beaucoup de leur prochain album), Fenech Soler, et remixa plusieurs hits notables : Save The World de SHM, Timebomb de Kylie et The Wave de Miike Snow.
Linus fut un DJ international, en donnant des concerts dans de grands événements ou discothèques à travers le monde. Eklöw joua entre autres dans le spectacle des SHM à la Friends Arena à Stockholm avec une capacité de 35 000 places, au Pier 94 à New York, le mieux connu Tomorrowland, Mysteryland, Snowbombing et au Sunburn Festival en Inde[source secondaire nécessaire].
Linus fut équipe avec Christian Karlsson de Miike Snow fin 2013 pour former le groupe Galantis, et a sorti son premier album EP du même nom. Ils ont présenté leur spectacle à travers les États-Unis, y compris deux spectacles à la scène de Gobi de Coachella en avril 2014.
En 2014, il collabore avec le producteur Max Martin sur le titre "Du Gamla, Du Fria" avec Zlatan Ibrahimovic.Le morceau produit pour le constructeur automobile Volvo à l'occasion de la sortie de leur Volvo XC70 se place très vite dans les charts suédois .
Pour le deuxième LP d'Eklöw intitulé Footprints, divers singles ont déjà été mis en vente à partir du 11 août 2014.